# Punta Azcurra
Punta Azcurra (spanisch, in Chile Cabo Léniz) ist eine Landspitze im äußersten Südosten der Murray-Insel im Südwesten der Hughes Bay vor der Danco-Küste des Grahamlands auf der Antarktischen Halbinsel.
Argentinische Wissenschaftler benannten sie 1978 nach Timonel Azcurra, Besatzungsmitglied auf der Uruguay bei der zweiten Versorgungsfahrt zur Orcadas-Station zwischen 1904 und 1905. Chilenische Wissenschaftler benannten sie dagegen nach Clorindo Léniz Gallego, Heizer auf der Yelcho bei der 1916 durchgeführten Rettung der auf Elephant Island gestrandeten Teilnehmer der Endurance-Expedition (1914–1917) des britischen Polarforschers Ernest Shackleton.